# Aharon Mešulam Zalman Horowitz

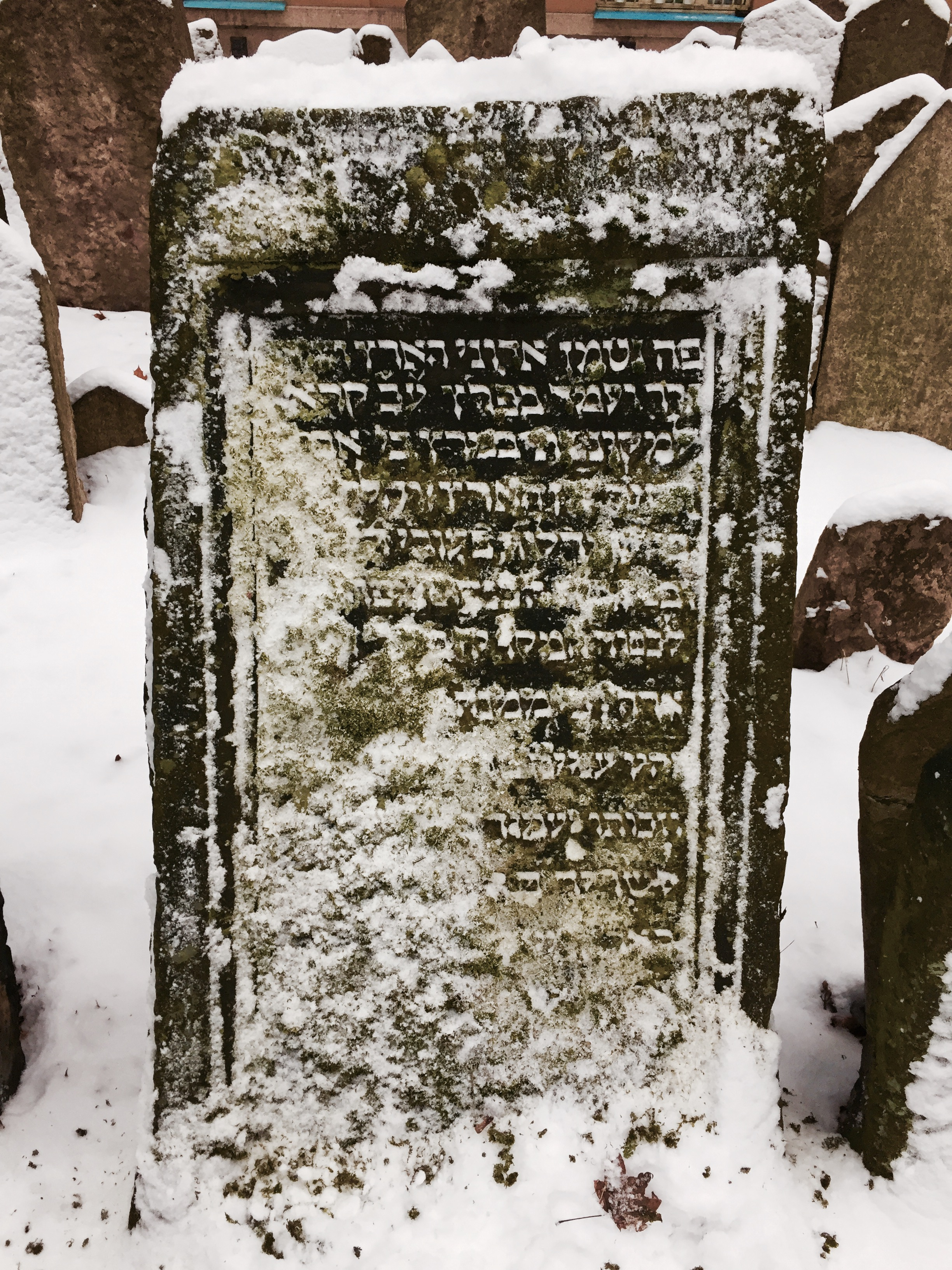
Maceva Aharona Mešulama Zalmana Horowitze na Starém židovském hřbitově

Aharon Mešulam Zalman ben Ješaja ha-Levi Horowitz (hebr. אהרון משולם זלמן בן ישעיה הלוי הורוביץ‎), v českých pramenech označovaný jako Žalman Munka nebo jako Žalman Hořovský (kol. 1470 Praha – 1545 Praha) byl jedna z nejvýznamnějších osobností pražského židovského ghetta na přelomu 15. a 16. století, finančník, politik a stavitel Pinkasovy synagogy.

## Život

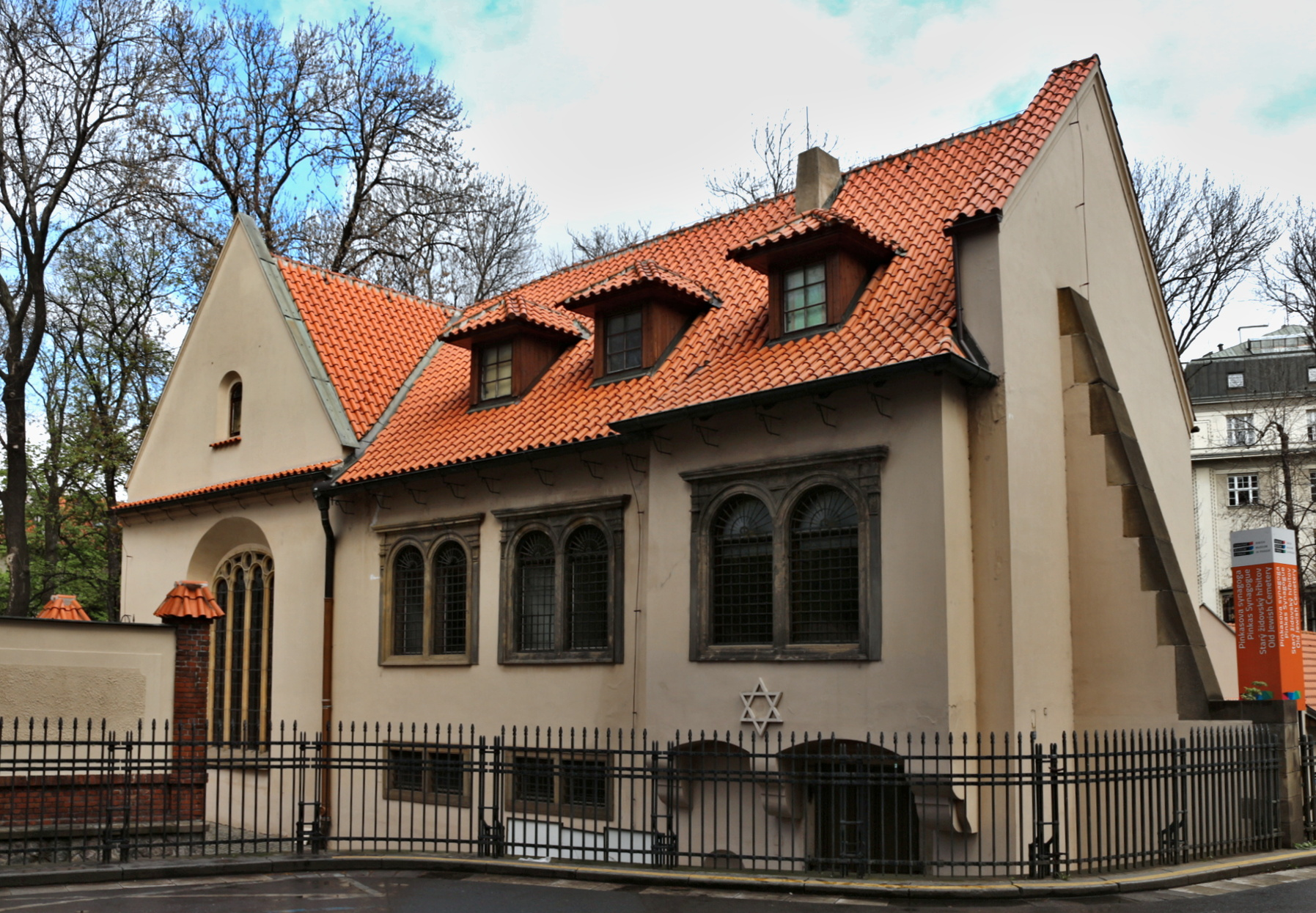
Pinkasova synagoga

Narodil se ve vzdělané, bohaté a vlivné rodině Horowitzů-Munků (německy Horowitz – tj. z Hořovic) v pražském židovském městě někdy kolem roku 1470. Po smrti svého otce Ješaji Horowitze v roce 1517 převzal vedení rodinného klanu. 
Žalman měl jako finančník blízké kontakty s nejvyšším purkrabím panem Zdeňkem Lvem z Rožmitálu. V roce 1534 od něj získal privilegium, na jehož základě měli příslušníci rodiny Horowitzů dostávat místa ve sboru židovských starších a u rabínského soudu. Toto kontroverzní privilegium vyvolalo v židovském městě ostrý politický spor, jenž trval skoro půl století. 
Žalman Hořovský zemřel v roce 1545 během vypovězení pražských Židů za vlády Ferdinanda I. Je pohřben na Starém židovském hřbitově v Praze.